# Seminario sulla gioventù
Seminario sulla gioventù è il romanzo d'esordio dello scrittore Aldo Busi. 

## Storia editoriale
Dopo una gestazione ventennale (Busi racconta di aver iniziato Il Monoclino - titolo originale del futuro Seminario - più o meno all'età di 14 anni), il romanzo è pubblicato dall'editore Adelphi nel 1984 e vince il Premio Mondello Opera Prima. Per farsi un'idea sulle lunghe fasi di stesura dell'opera, basta leggere la "Nota" che Piero Bertolucci di Adelphi ha scritto per la prima edizione del romanzo e la postfazione che lo stesso Busi ha inserito nella versione Adelphi del ventennale, quella che, tra l'altro, contiene uno stralcio del romanzo interrotto Seminario sulla vecchiaia.

## Analisi
Romanzo di formazione (Bildungsroman) e di viaggio, il Seminario segue gli spostamenti del protagonista, Barbino, tra l'Italia, la Francia e l'Inghilterra: da un lato il paese natale, dal quale Barbino si allontana insofferente all'ambiente domestico, per ritornarvi saltuariamente e poi fuggire nuovamente, dall'altro Lilla e Parigi (con la sua frenesia post-Sessantotto) dove è accolto e coccolato da un trio di donne molto particolari (Arlette, Suzanne e Geneviève) e che, già dal primo incontro, sembra nascondere un segreto.
La vicinanza tra le vicende di Barbino nel romanzo e l'esperienza brada che lo stesso Busi ha condotto in gioventù (e sulla quale è ritornato in diversi libri della sua produzione) ha fatto sì che molti lettori abbiano interpretato il romanzo come una sorta di autobiografia romanzata. Per chiarire definitivamente la pura ascendenza letteraria del romanzo e allontanare il sospetto di aver scritto la sua autobiografia, Busi ha deciso di scrivere per l'edizione Adelphi del 2003 una postfazione ad hoc in cui spiega il perché della completa riscrittura del testo a vent'anni dalla sua apparizione: «Mi sono deciso a riscrivere Seminario sulla gioventù […] (anche) per stanchezza verso le migliaia di lettori non lettori che ne hanno decretato il trionfo […] continuando accanitamente a cercarvi un'autobiografia che non c'è mai stata.» E, a seguire: «Con le infanzie e le vecchiaie […] non si fa Letteratura […] La Letteratura si fa con le parole scritte una dopo l'altra in un certo modo dalla prima all'ultima…».
A proposito di rapporti tra letteratura e autobiografismo, opera e autore, il romanzo chiarisce bene il punto di vista di Busi, attraverso quello di Barbino, allorché costui ha l'occasione di incontrare lo scrittore francese Henry de Montherlant, ma rifiuta di farlo: «[…] temo che come uomo non m'interessi affatto. Sarebbe la prima volta che un artista interessante sia anche un uomo interessante.» Questo perché, a sentir Busi nella postfazione al testo: «L'uomo che è scrittore non è stampella né della sua opera né dei suoi lettori, quindi non è stampella nemmeno di se stesso scrittore; non è allungando i brodi con l'inchiostro che si esce dalla culinaria per entrare nella Letteratura».
A distanza di 25 anni ormai dalla sua apparizione, Seminario sulla gioventù resta, nella produzione busiana, il titolo più conosciuto. Seminario ha fatto sì che molti abbiano poi letto l'opera successiva di Busi senza riuscire a prescindere dalla sua ingombrante opera prima.

## Curiosità
Un brano tratto da Seminario sulla gioventù è stato letto da Busi davanti ai giudici del Tribunale di Trento nel corso del processo intentatogli nel 1989 per "oscenità e sessualismo fine a se stesso" dalla Procura della Repubblica per il romanzo Sodomie in corpo 11.

## Opere derivate
Dal romanzo di Busi il coreografo Enzo Cosimi ha tratto un balletto, presentato per la prima volta al Teatro alla Scala di Milano nel 1994. Cosimi ha anche realizzato un balletto per sei danzatori sull'opera complessiva dello scrittore di Montichiari dal titolo La stanza di Aldo, presentato per la prima volta al Romaeuropa Festival del 1995.

## Edizioni
- Seminario sulla gioventù, Collana Fabula n.7, Milano, Adelphi, 1984-1986,  p. 407, ISBN 978-88-459-1799-8.
- Seminario sulla gioventù (edizione riveduta), Postfazione di Massimo Bacigalupo, Collana Oscar n.912, Milano, Mondadori, 1988, ISBN 978-88-04-30811-9.
- Seminario sulla gioventù con Seminario sulla vecchiaia, Nuova edizione totalmente riveduta, Collana I Miti n.52, Milano, Mondadori, 1996, ISBN 88-04-42090-1. Collana Oscar Classici moderni, Mondadori, 2003; Collana Oscar scrittori moderni n.1379, Mondadori, 2004, ISBN 978-88-045-3605-5.
- Seminario sulla gioventù, Collana Vintage, Milano, Rizzoli, 2014, ISBN 978-88-17-07351-6.
- Seminario sulla gioventù con Seminario sulla vecchiaia (edizione rivista, con una nota dell'Autore), Collana Contemporanea, Milano, BUR, 2016, ISBN 978-88-17-08830-5.